# Nicholas Brown Jr.

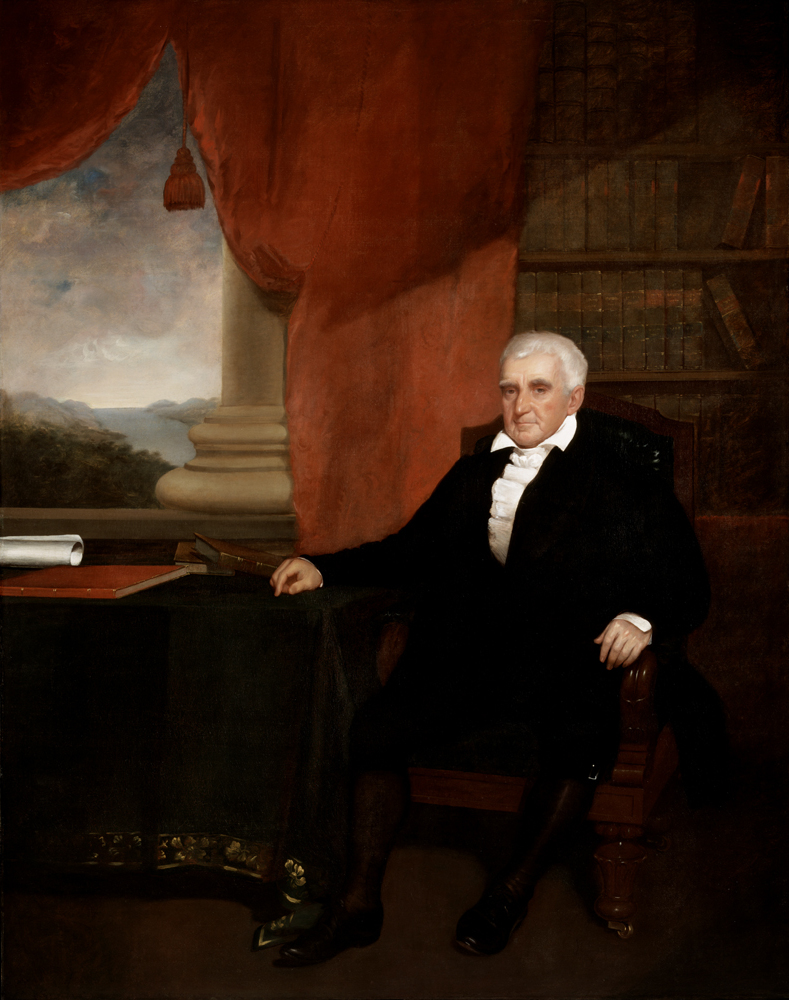
Nicholas Brown Jr.

Nicholas Brown, jr. (4. April 1769 – 27. September 1841) war ein US-amerikanischer Geschäftsmann aus Providence, Rhode Island. Er ist der Namensgeber der Brown University.

## Leben
Nicholas Brown jr. war der Sohn von Nicholas Brown Sr., einem Mitbegründer der Brown University, welche damals College of Rhode Island and Providence Plantations hieß. Brown jr. promovierte 1786 an dem College. Nach seinem Abschluss spendete er stets Geld an die Universität. Als er 1791 das Vermögen seines Vaters geerbt hatte, wurde er zu einem derart wichtigen Wohltäter, dass sich die Universität im Jahre 1804 in Brown University umnannte. Insgesamt spendete er rund 150.000 Dollar an die Universität. Nach seinem Tod 1841 hinterließ er 30.000 Dollar für ein Krankenhaus, welches nun als Butler Hospital bekannt ist.